# Dendronephthya caerula
Dendronephthya caerula är en korallart som beskrevs av Kükenthal 1905. Dendronephthya caerula ingår i släktet Dendronephthya och familjen Nephtheidae. Inga underarter finns listade i Catalogue of Life.